# Kłara Sołonienko
Kłara Aleksiejewna Sołonienko, ros. Клара Алексеевна Солоненко; także jako Kłara-Lwa-Fajna (ur. 1928, zm. 1944 pod Maniowem) – radziecka żołnierka, uczestniczka II wojny światowej.

## Życiorys
Pochodziła z terenu ZSRR. Była córką nauczyciela, Aleksieja Iwanowicza Sołonienki. Uczyła się w szkole w Machaczkale. Należała do komsomołu w Kizlarze. Podczas II wojny światowej nie informując rodziców, w wieku 14 lat, 9 marca 1943 wyruszyła z domu na front. Zgłosiła się do Armii Czerwonej podając nieprawdziwe nazwisko (Klara-Lwa-Fajna) oraz wiek 17 lat. Odbyła kształcenie w szkole saperów-automatyków i została przydzielona do Pułku Karaczejewskiego. Służyła jako telegrafistka, następnie jako sanitariuszka. Została dwa razy ranna. W lipcu 1944 przebywała w Kijowie. Wraz z frontem wschodnim dotarła na tereny polskie. Zginęła trafiona pociskiem przez Niemców w pobliżu wsi Maniów – według różnych źródeł 27 października, 28 października lub 28 grudnia 1944. Została pochowana na cmentarzu w Maniowie. Po zakończeniu wojny jej szczątki zostały przeniesione na cmentarz komunalny w Sanoku i pochowane w mogile nr 70 na terenie kwatery żołnierzy Armii Czerwonej.
Imieniem Kłary Sołonienko nazwano ulicę w rosyjskim mieście Kizlar.

## Odznaczenia
- Order Sławy II klasy – pośmiertnie.
- Order Sławy III klasy[4].
- Medal „Za zasługi bojowe”
- Medal „Za Odwagę”[4].